# Mansur ibn Abd al-Aziz Al Su’ud

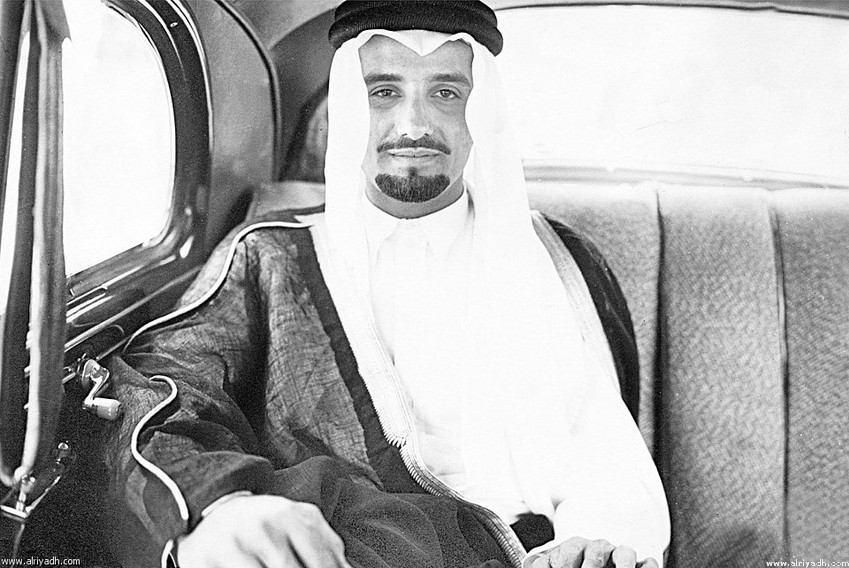

Mansur ibn Abd al-Aziz Al Su’ud (arab. ‏منصور بن عبد العزيز آل سعود‎; ur. 1921, zm. 2 maja 1951) – książę saudyjski.
Był dziewiątym synem pierwszego króla Arabii Saudyjskiej – Abd al-Aziza ibn Su’uda. Jego matką była jedna z żon króla Szahida.
Od 10 listopada 1943 do śmierci sprawował urząd ministra obrony Arabii Saudyjskiej. 
Był żonaty i miał dzieci:
- księcia Talala
- księżniczkę Muhdi

Został pochowany na cmentarzu Al-Adl w Mekce